# Aepeomys lugens
Aepeomys lugens es una especie de roedor de la familia Cricetidae.

## Distribución geográfica
Se encuentra en Ecuador y Venezuela. 